# Mohammed Salisu
Mohammed Salisu, né le 17 avril 1999 à Accra au Ghana, est un footballeur international ghanéen qui joue au poste de défenseur central à l'AS Monaco.

## Biographie

### En club

#### Real Valladolid
Né à Accra au Ghana, Mohammed Salisu est formé par l'African Talent au Ghana, avant de rejoindre en 2017 l'Espagne et le centre de formation du Real Valladolid. Le 1er mars 2018, il prolonge son contrat jusqu'en 2021. C'est avec ce club qu'il fait ses débuts en professionnel, le 9 janvier 2019 , lors d'une rencontre de Copa del Rey face au Getafe CF. Lors de ce match, il est titularisé au poste de défenseur central, et son équipe est battue sur le score de un but à zéro. Le 22 mai 2019 il prolonge à nouveau son contrat, d'un an, soit jusqu'en juin 2022.
Il faut attendre le 18 août 2019 et la première journée de la saison 2019-2020, pour voir la première apparition de Salisu en Liga. Il est titulaire lors de cette rencontre, alors que Valladolid affronte le Betis Séville au stade Benito-Villamarín, et son équipe s'impose ce jour-là sur le score de deux buts à un. Avec le départ de Fernando Calero à l'Espanyol de Barcelone, Salisu s'impose comme un titulaire en défense central aux côtés de Kiko Olivas (en),. Le 26 octobre 2019, il inscrit son premier but en Liga, lors de la réception de la SD Eibar. Le Real Valladolid s'impose sur le score de deux buts à zéro. Cette saison-là il figure parmi les révélations du championnat d'Espagne, où il contribue grandement à faire de la défense de Valladolid l'une des plus solides malgré son classement final (13e).

#### Southampton FC
Alors qu'il est convoité par de nombreux clubs européens, dont le Stade rennais, où il est annoncé avec insistance,, Mohammed Salisu s'engage officiellement avec le Southampton FC le 12 août 2020, pour quatre ans,. Il justifie le choix de rejoindre le club anglais en avançant le fait que Southampton possède une histoire très riche dans le développement de jeunes joueurs. 
Le défenseur ghanéen est toutefois peu utilisé par son entraîneur Ralph Hasenhüttl lors de la première partie de saison, notamment à cause de blessures musculaires qui ne lui ont permis de faire partie du groupe professionnel qu'au mois de décembre. Il faut attendre le 11 février 2021, et une rencontre de coupe d'Angleterre contre Wolverhampton Wanderers pour le voir porter pour la première fois le maillot des Saints. Il est titularisé ce jour-là en défense centrale aux côtés de Jan Bednarek, et son équipe l'emporte par deux buts à zéro.

#### AS Monaco
Le 1er août 2023, Mohammed Salisu s'engage en faveur de l'AS Monaco. Il signe un contrat de cinq ans, soit jusqu'en juin 2028. Opéré d'une pubalgie mi-septembre, il reprend l’entraînement collectif le 1er novembre 2023 alors qu'il n'est toujours pas apparu en compétition sous le maillot monégasque.
Le 9 décembre 2023, Mohammed Salisu dispute son premier match sous les couleurs de l'AS Monaco lors de la 15e journée de Ligue 1 face au Stade rennais. Les Monégasques l'emportent par deux buts à un ce jour-là.
Lors de la deuxième journée de Ligue des Champions 2024-2025, sur le terrain du Dynamo Zagreb, il marque un but de la tête participant au match nul 2-2 de son équipe. Le 11 décembre, pour la 6ème journée de la première phase de Ligue des Champions 2024-2025 sur la pelouse de l'Emirates Stadium, il est titulaire et réalise une prestation très décevante, concédant trois buts, dont le deuxième venant d'une mauvaise passe en retrait de sa part pour son gardien. Le 14 janvier 2025, il marque son troisième but toutes compétitions confondues avec l'ASM sur le terrain du Stade de Reims d'une tête sur la gauche du gardien sur la première passe décisive de Mika Biereth sous ses nouvelles couleurs. Malheureusement, lors des 16èmes de finale de la Coupe de France 2024-2025, son équipe est éliminée aux tirs au but.

### En équipe nationale
Mohammed Salisu honore sa première sélection avec l'équipe nationale du Ghana le 23 septembre 2022 face au Brésil en match amical. Il entre en jeu à la place de Felix Afena-Gyan lors de ce match perdu par les Ghanéens par trois buts à zéro.
Le 14 novembre 2022, il est sélectionné par Otto Addo pour participer à la Coupe du monde 2022 au Qatar. Salisu marque son premier but en sélection lors de sa troisième apaprition, le 17 novembre 2022, lors d'un match amical face à la Suisse. Titularisé, il ouvre le score et participe à la victoire de son équipe par deux buts à zéro.

## Statistiques
| Saison                | Club                  | Championnat           | Championnat | Championnat | Championnat | Coupe nationale | Coupe nationale | Coupe nationale | Coupe de la Ligue | Coupe de la Ligue | Coupe de la Ligue | Supercoupe | Supercoupe | Supercoupe | Compétition(s) continentale(s) | Compétition(s) continentale(s) | Compétition(s) continentale(s) | Compétition(s) continentale(s) | Ghana | Ghana | Ghana | Total | Total | Total |
| Saison                | Club                  | Division              | M.          | B.          | P.d.        | M.              | B.              | P.d.            | M.                | B.                | P.d.              | M.         | B.         | P.d.       | Comp.                          | M.                             | B.                             | P.d.                           | M.    | B.    | P.d.  | M.    | B.    | P.d.  |
| 2018-2019             | Real Valladolid       | Liga                  | -           | -           | -           | 2               | 0               | 0               | -                 | -                 | -                 | -          | -          | -          | -                              | -                              | -                              | -                              | -     | -     | -     | 2     | 0     | 0     |
| 2019-2020             | Real Valladolid       | Liga                  | 31          | 1           | 1           | 1               | 0               | 0               | -                 | -                 | -                 | -          | -          | -          | -                              | -                              | -                              | -                              | -     | -     | -     | 32    | 1     | 1     |
| Sous-total            | Sous-total            | Sous-total            | 31          | 1           | 1           | 3               | 0               | 0               | -                 | -                 | -                 | -          | -          | -          | -                              | -                              | -                              | -                              | -     | -     | -     | 34    | 1     | 1     |
| 2020-2021             | Southampton FC        | Premier League        | 12          | 0           | 0           | 3               | 0               | 0               | -                 | -                 | -                 | -          | -          | -          | -                              | -                              | -                              | -                              | -     | -     | -     | 15    | 0     | 0     |
| 2021-2022             | Southampton FC        | Premier League        | 34          | 0           | 0           | 1               | 0               | 0               | 2                 | 1                 | 0                 | -          | -          | -          | -                              | -                              | -                              | -                              | -     | -     | -     | 37    | 1     | 0     |
| 2022-2023             | Southampton FC        | Premier League        | 22          | 0           | 1           | 1               | 0               | 0               | 5                 | 0                 | 0                 | -          | -          | -          | -                              | -                              | -                              | -                              | 6     | 2     | 0     | 34    | 2     | 1     |
| Sous-total            | Sous-total            | Sous-total            | 68          | 0           | 1           | 5               | 0               | 0               | 7                 | 1                 | 0                 | -          | -          | -          | -                              | -                              | -                              | -                              | 6     | 2     | 0     | 86    | 3     | 1     |
| 2023-2024             | AS Monaco             | Ligue 1               | 12          | 0           | 1           | 1               | 0               | 0               | -                 | -                 | -                 | -          | -          | -          | -                              | -                              | -                              | -                              | 7     | 0     | 0     | 20    | 0     | 1     |
| 2024-2025             | AS Monaco             | Ligue 1               | 15          | 1           | 0           | 2               | 1               | 0               | -                 | -                 | -                 | 1          | 0          | 0          | C1                             | 6                              | 1                              | 0                              | 6     | 1     | 0     | 30    | 4     | 0     |
| Sous-total            | Sous-total            | Sous-total            | 27          | 1           | 1           | 3               | 1               | 0               | -                 | -                 | -                 | 1          | 0          | 0          | -                              | 6                              | 1                              | 0                              | 13    | 1     | 0     | 50    | 4     | 1     |
| Total sur la carrière | Total sur la carrière | Total sur la carrière | 126         | 2           | 3           | 11              | 1               | 0               | 7                 | 1                 | 0                 | 1          | 0          | 0          | -                              | 6                              | 1                              | 0                              | 19    | 3     | 0     | 170   | 8     | 3     |

### Liste des matches internationaux
| Matches internationaux de Mohammed Salisu | Matches internationaux de Mohammed Salisu | Matches internationaux de Mohammed Salisu            | Matches internationaux de Mohammed Salisu | Matches internationaux de Mohammed Salisu | Matches internationaux de Mohammed Salisu | Matches internationaux de Mohammed Salisu                           |
|                                           | Date                                      | Lieu                                                 | Adversaire                                | Résultat                                  | Compétition                               | Notes                                                               |
| ----------------------------------------- | ----------------------------------------- | ---------------------------------------------------- | ----------------------------------------- | ----------------------------------------- | ----------------------------------------- | ------------------------------------------------------------------- |
| 1.                                        | 23 septembre 2022                         | Stade Océane, Le Havre, France                       | Brésil                                    | 3 - 0                                     | Match amical                              | Entré en jeu à la place de Felix Afena-Gyan à la 46e minute de jeu. |
| 2.                                        | 27 septembre 2022                         | Stade Francisco Artés Carrasco, Lorca, Espagne       | Nicaragua                                 | 0 - 1                                     | Match amical                              | Titulaire.                                                          |
| 3.                                        | 17 novembre 2022                          | Stade Cheikh-Zayed, Abou Dabi, Émirats arabes unis   | Suisse                                    | 2 - 0                                     | Match amical                              | Titulaire et remplacé par Joseph Aidoo à la 77e minute de jeu.      |
| 4.                                        | 24 novembre 2022                          | Stade 974, Doha, Qatar                               | Portugal                                  | 3 - 2                                     | Coupe du monde 2022                       | Titulaire.                                                          |
| 5.                                        | 28 novembre 2022                          | Education City Stadium, Al Rayyan, Qatar             | Corée du Sud                              | 2 - 3                                     | Coupe du monde 2022                       | Titulaire.                                                          |
| 6.                                        | 2 décembre 2022                           | Stade Al-Janoub, Al Wakrah, Qatar                    | Uruguay                                   | 0 - 2                                     | Coupe du monde 2022                       | Titulaire.                                                          |
| 7.                                        | 8 janvier 2024                            | Baba Yara Stadium, Kumasi, Ghana                     | Namibie                                   | 0 - 0                                     | Match amical                              | Entré en jeu à la place de Daniel Amartey à la 67e minute de jeu.   |
| 8.                                        | 14 janvier 2024                           | Stade Félix-Houphouët-Boigny, Abidjan, Côte d'Ivoire | Cap-Vert                                  | 1 - 2                                     | CAN 2023                                  | Titulaire.                                                          |
| 9.                                        | 18 janvier 2024                           | Stade Félix-Houphouët-Boigny, Abidjan, Côte d'Ivoire | Égypte                                    | 2 - 2                                     | CAN 2023                                  | Titulaire.                                                          |
| 10.                                       | 22 janvier 2024                           | Stade Alassane Ouattara, Abidjan, Côte d'Ivoire      | Mozambique                                | 2 - 2                                     | CAN 2023                                  | Titulaire.                                                          |
| 11.                                       | 26 mars 2024                              | Grand stade de Marrakech, Marrakech, Maroc           | Ouganda                                   | 2 - 2                                     | Match amical                              | Entré en jeu à la place d'Edmund Addo à la 65e minute de jeu.       |
| 12.                                       | 6 juin 2024                               | Stade du 26-Mars, Bamako, Mali                       | Mali                                      | 1 - 2                                     | Éliminatoires Coupe du monde 2026         | Titulaire.                                                          |
| 13.                                       | 10 juin 2024                              | Baba Yara Stadium, Kumasi, Ghana                     | Centrafrique                              | 4 - 3                                     | Éliminatoires Coupe du monde 2026         | Titulaire et remplacé par Tariq Lamptey à la 76e minute de jeu.     |
| 14.                                       | 5 septembre 2024                          | Baba Yara Stadium, Kumasi, Ghana                     | Angola                                    | 0 - 1                                     | Éliminatoires CAN 2025                    | Titulaire.                                                          |
| 15.                                       | 9 septembre 2024                          | Stade municipal de Berkane, Berkane, Maroc           | Niger                                     | 1 - 1                                     | Éliminatoires CAN 2025                    | Titulaire.                                                          |
| 16.                                       | 10 octobre 2024                           | Accra Sports Stadium, Accra, Ghana                   | Soudan                                    | 0 - 0                                     | Éliminatoires CAN 2025                    | Titulaire.                                                          |
| 17.                                       | 15 octobre 2024                           | Benina Martyrs Stadium, Benghazi, Libye              | Soudan                                    | 2 - 0                                     | Éliminatoires CAN 2025                    | Titulaire et remplacé par Jonas Adjetey à la 73e minute de jeu.     |
| 18.                                       | 21 mars 2025                              | Accra Sports Stadium, Accra, Ghana                   | Tchad                                     | 5 - 0                                     | Éliminatoires Coupe du monde 2026         | Titulaire et remplacé par Jerome Opoku à la 81e minute de jeu.      |
| 19.                                       | 24 mars 2025                              | Stade Mimoun-Al-Arsi, Al Hoceïma, Maroc              | Madagascar                                | 0 - 3                                     | Éliminatoires Coupe du monde 2026         | Titulaire.                                                          |

#### Buts internationaux
| Buts en sélection de Mohammed Salisu | Buts en sélection de Mohammed Salisu | Buts en sélection de Mohammed Salisu               | Buts en sélection de Mohammed Salisu | Buts en sélection de Mohammed Salisu | Buts en sélection de Mohammed Salisu | Buts en sélection de Mohammed Salisu | Buts en sélection de Mohammed Salisu |
| #                                    | Date                                 | Lieu                                               | Adversaire                           | Score                                | Résultat                             | Compétition                          |                                      |
| ------------------------------------ | ------------------------------------ | -------------------------------------------------- | ------------------------------------ | ------------------------------------ | ------------------------------------ | ------------------------------------ | ------------------------------------ |
| 1.                                   | 17 novembre 2022                     | Stade Cheikh-Zayed, Abou Dabi, Émirats arabes unis | Suisse                               | 1 - 0                                | 2 - 0                                | Match amical                         |                                      |
| 2.                                   | 28 novembre 2022                     | Education City Stadium, Al Rayyan, Qatar           | Corée du Sud                         | 0 - 1                                | 2 - 3                                | Coupe du monde 2022                  |                                      |
| 3.                                   | 21 mars 2025                         | Accra Sports Stadium, Accra, Ghana                 | Tchad                                | 4 - 0                                | 5 - 0                                | Éliminatoires Coupe du monde 2026    |                                      |

## Palmarès

### En club
| AS Monaco                                                                                    |
| -------------------------------------------------------------------------------------------- |
| - Championnat de France : - Vice-champion : 2024. - Trophée des Champions - Finaliste : 2024 |